# Hubert de Blanck
Hubertus Christiaan (Hubert) de Blanck (Utrecht, 14 de junio de 1856 – La Habana, 28 de noviembre de 1932) fue un profesor, pianista y compositor neerlandés que radicó su residencia en Cuba y realizó una importante contribución a su cultura.

## Datos biográficos
Hubert de Blanck nació en Utrecht, Holanda, y recibió las primeras lecciones de música de su propio padre, el violinista Wilhelm de Blanck. A los nueve años de edad él ingresó en el Conservatorio de Lieja, Bélgica, donde estudió piano con Felix-Etienne, y solfeo y teoría con Sylvain Dupuis.
A los trece años de Blanck obtuvo un importante premio de piano y, aún muy joven ofreció recitales en el Palacio Real de Bruselas. El rey Leopoldo II le otorgó una beca para perfeccionar su arte en el Conservatorio de Colonia, en las disciplinas de armonía y composición.
En 1882, aprovechando unas vacaciones de Navidad, Hubert de Blanck arribó a La Habana con su esposa cubana Ana García Menocal, prima del Presidente cubano Mario García Menocal. Allí se presentó en los salones del Centro Gallego de La Habana junto a Anselmo López y Serafín Ramírez. Al año siguiente él regresó a La Habana y decidió radicarse allí definitivamente.
De Blanck comenzó inmediatamente a establecer relaciones con importantes personalidades del arte en Cuba, y después de cierto tiempo fue nombrado Presidente de la sección filarmónica de la "Caridad del Cerro". Poco después el creó la Sociedad de Música Clásica junto con los destacados instrumentistas José y Félix Vandergucht, Charles Werner y Tomás de la Rosa.
En  1885, de Blanck fue encarcelado por el gobierno de la isla debido a su militancia en la "Junta Revolucionaria de La Habana", y más tarde fue deportado. Se radicó entonces en Nueva York, donde ofreció clases privadas y participó en conciertos como pianista acompañante.
Al finalizar la guerra de independencia, el Maestro regresó a La Habana y fundó el Conservatorio Nacional de Música, el cual incluía la "Sala Espadero", sala de conciertos que fue considerada como una de las más importantes del país. Hubert de  Blanck recibió varios reconocimientos honoríficos por su labor en pro de la cultura nacional y falleció el en La Habana el 28 de noviembre de 1932.

## Actividad profesional
En 1873, Hubert de Blanck inició una gira por Rusia, Suecia, Alemania, Suiza y Noruega acompañando al violinista brasileño Eugene Dengremont (1866–1893), durante la cual actuaron en Dinamarca, Alemania, Brasil, Argentina y Estados Unidos. Más tarde, en 1881, de Blanck se presentó como solista con la Orquesta Filarmónica de Nueva York, y poco después obtuvo por oposición una plaza de profesor en el "College of Music" de esa ciudad.

## Lista parcial de obras
Piano
- Capricho cubano
- Danza de las brujas
- Bolero en re menor
- Danza cubana
- Souvenir de La Habana
- Dance espagnole
- Álbum de seis danzas para piano

Música de cámara
- Trío, para violín, cello y piano
- Quinteto, para dos violines, viola, chelo y piano

Lieder
- Danza tropical
- La huérfana
- Las dos rosas
- La fuga de la tórtola (con versos de José Jacinto Milanés
- Desde la tarde en que te vi
- Las perlas

Orquesta sinfónica
- Capricho cubano
- Suite sinfónica
- Poema sinfónico
- Marcha y canto fúnebre

Una de las composiciones más relevantes de Hubert de Blanck es la ópera "Patria" (con libreto de Ramón Espinosa de los Monteros). Esta es la primera ópera nacional que aborda el tema de la gesta independentista cubana. Existe documentación sobre el estreno de su segundo acto y de la ejecución de su obertura en 1899, en el teatro Tacón. La presentación fue realizada bajo la dirección del autor, y la interpretación estuvo a cargo de la soprano Chalía Herrera y el tenor italiano Michele Sigaldi.
La ópera se presentó íntegra en el teatro Payret, en 1906, y se interpretó de nuevo el 20 de mayo de 1922 en el teatro Martí. Ésta no volvería a los escenarios hasta 1979, cuando se presentó en el Gran Teatro de La Habana. Los papeles centrales estuvieron entonces a cargo de Lucy Provedo, Lidia Valdés, Venchy Siromájova (sopranos), Mario Travieso, Jacinto Zerquera, Orestes Lois (tenores) y Ángel Menéndez y Romano Splinter (barítonos).